# Nicolás de Grecia
Nicolás de Grecia y Dinamarca (Roma, Italia, 1 de octubre de 1969) es el tercer hijo, segundo varón, del rey Constantino II de Grecia y Ana María de Dinamarca. Es príncipe de Grecia y Dinamarca y fue príncipe de los helenos hasta 1974. Aunque Grecia es una república, los títulos antes mencionados son avalados y reconocidos oficialmente por la corte de la monarquía danesa, lo que los convierte en títulos legales en Dinamarca o por cortesía en cualquier lugar. 
Es sobrino de las reinas Margarita II de Dinamarca y Sofía de España y primo del rey Felipe VI de España.

## Biografía

### Nacimiento
Nicolás (en griego: Νικόλαος) nació el 1 de octubre de 1969 en la Clínica Nueva Villa Claudia, en Roma (Italia) donde su familia estuvo viviendo en el exilio.

### Estudios
Su primer contacto con el estudio fue por clases privadas en la residencia de su familia. En Londres, Nicolás estudió en el Colegio Helénico, una institución cuya fundación fue impulsada por su padre. Ahí cursó los estudios hasta 1987 para continuarlos en el Collingham Tutorial College en Kensington. En 1988 comenzó una carrera universitaria en Relaciones Internacionales en la Universidad de Brown, en Providence, Estados Unidos.
Sirvió brevemente en el Ejército Británico en 1990 y en la Real Academia Militar de Sandhurst.

### Empleos y visitas a Grecia
La primera vez que visitó Grecia fue en 1981, durante los funerales de la Reina Federica. En 1992 participó junto a su familia en un viaje por Grecia, el primero de larga duración desde la salida en 1967. Nicolás destacó por su posesión del idioma y cultura griegos, participando en varias actividades públicas. El protagonismo de la familia real no fue visto con buenos ojos por el gobierno, y tuvieron que abandonar el país.
Ha vivido en la ciudad de Nueva York, y en 1993 realizó actividades de producción en Fox News Channel. En 1995 regresó a Londres, la residencia de la familia real griega, y tras trabajar en la iniciativa privada se empleó como secretario en el despacho de su padre.
Ha sido visto en Grecia en varias ocasiones, después de la reconciliación entre el antiguo rey Constantino y el gobierno republicano griego. Forma parte de los personajes seguidos por la prensa rosa en Europa.

## Matrimonios

### Primer matrimonio
El 28 de octubre de 2009, el rey Constantino; anunció el compromiso matrimonial entre Nicolás y la socióloga venezolana Tatiana Ellinka Blatnik, tras varios años de noviazgo.
El 25 de agosto de 2010, se casaron en la iglesia de Aghios Nikólaos en la isla griega de Spetses.
El 19 de abril de 2024, anunciaron su separación y posteriormente, se divorciaron.

### Segundo matrimonio
Se casó en segundas nupcias, el 7 de febrero de 2025; en la Santa Iglesia de San Nicolás Ragavas de Atenas con Chrysi Vardinogiannis, una heredera multimillonaria griega. 

## Otros datos
Actualmente, reside en un piso en Atenas, en un piso alquilado propiedad de Sofía, hija de Andreas Papandreu.
Nicolás ejerció de secretario de su padre. Su exesposa Tatiana estuvo desarrollando un proyecto solidario con Desmos Foundation de ayuda a los griegos.

## Títulos y tratamientos
El título completo solo se mantiene a efectos protocolarios; si bien de iure desempeña solo las funciones del título danés:
| ● 1 de octubre de 1969-presente: | Su alteza real el príncipe Nicolás de Grecia y Dinamarca |

## Distinciones honoríficas

### Distinciones honoríficas griegas
- Caballero Gran Cruz de la Orden del Redentor.
- Caballero Gran Cruz de la Orden del Fénix.
- Caballero Gran Cruz de la Real Orden de los Santos Jorge y Constantino.
- Caballero Gran Cruz de la Real Orden de Jorge I.

## Antepasados
|  |                                                                 |  |  |  |  |  |  |  |  |  |  |  |  |  |  |  |
|  | 16. Jorge I, Rey de Grecia                                      |  |  |  |  |  |  |  |  |  |  |  |  |  |  |  |
|  |                                                                 |  |  |  |  |  |  |  |  |  |  |  |  |  |  |  |
|  |                                                                 |  |  |  |  |  |  |  |  |  |  |  |  |  |  |  |
|  | 8. Constantino I, Rey de Grecia                                 |  |  |  |  |  |  |  |  |  |  |  |  |  |  |  |
|  |                                                                 |  |  |  |  |  |  |  |  |  |  |  |  |  |  |  |
|  |                                                                 |  |  |  |  |  |  |  |  |  |  |  |  |  |  |  |
|  | 17. Gran Duquesa Olga Constantínovna de Rusia                   |  |  |  |  |  |  |  |  |  |  |  |  |  |  |  |
|  |                                                                 |  |  |  |  |  |  |  |  |  |  |  |  |  |  |  |
|  |                                                                 |  |  |  |  |  |  |  |  |  |  |  |  |  |  |  |
|  | 4. Pablo I, Rey de Grecia                                       |  |  |  |  |  |  |  |  |  |  |  |  |  |  |  |
|  |                                                                 |  |  |  |  |  |  |  |  |  |  |  |  |  |  |  |
|  |                                                                 |  |  |  |  |  |  |  |  |  |  |  |  |  |  |  |
|  | 18. Federico III, Emperador de Alemania                         |  |  |  |  |  |  |  |  |  |  |  |  |  |  |  |
|  |                                                                 |  |  |  |  |  |  |  |  |  |  |  |  |  |  |  |
|  |                                                                 |  |  |  |  |  |  |  |  |  |  |  |  |  |  |  |
|  | 9. Princesa Sofía de Prusia                                     |  |  |  |  |  |  |  |  |  |  |  |  |  |  |  |
|  |                                                                 |  |  |  |  |  |  |  |  |  |  |  |  |  |  |  |
|  |                                                                 |  |  |  |  |  |  |  |  |  |  |  |  |  |  |  |
|  | 19. Victoria, Princesa Real                                     |  |  |  |  |  |  |  |  |  |  |  |  |  |  |  |
|  |                                                                 |  |  |  |  |  |  |  |  |  |  |  |  |  |  |  |
|  |                                                                 |  |  |  |  |  |  |  |  |  |  |  |  |  |  |  |
|  | 2. Constantino II, Rey de Grecia                                |  |  |  |  |  |  |  |  |  |  |  |  |  |  |  |
|  |                                                                 |  |  |  |  |  |  |  |  |  |  |  |  |  |  |  |
|  |                                                                 |  |  |  |  |  |  |  |  |  |  |  |  |  |  |  |
|  | 20. Ernesto Augusto, Príncipe heredero de Hannover              |  |  |  |  |  |  |  |  |  |  |  |  |  |  |  |
|  |                                                                 |  |  |  |  |  |  |  |  |  |  |  |  |  |  |  |
|  |                                                                 |  |  |  |  |  |  |  |  |  |  |  |  |  |  |  |
|  | 10. Ernesto Augusto III, Duque de Brunswick                     |  |  |  |  |  |  |  |  |  |  |  |  |  |  |  |
|  |                                                                 |  |  |  |  |  |  |  |  |  |  |  |  |  |  |  |
|  |                                                                 |  |  |  |  |  |  |  |  |  |  |  |  |  |  |  |
|  | 21. Princesa Thyra de Dinamarca                                 |  |  |  |  |  |  |  |  |  |  |  |  |  |  |  |
|  |                                                                 |  |  |  |  |  |  |  |  |  |  |  |  |  |  |  |
|  |                                                                 |  |  |  |  |  |  |  |  |  |  |  |  |  |  |  |
|  | 5. Princesa Federica de Hannover                                |  |  |  |  |  |  |  |  |  |  |  |  |  |  |  |
|  |                                                                 |  |  |  |  |  |  |  |  |  |  |  |  |  |  |  |
|  |                                                                 |  |  |  |  |  |  |  |  |  |  |  |  |  |  |  |
|  | 22. Guillermo II, Emperador de Alemania                         |  |  |  |  |  |  |  |  |  |  |  |  |  |  |  |
|  |                                                                 |  |  |  |  |  |  |  |  |  |  |  |  |  |  |  |
|  |                                                                 |  |  |  |  |  |  |  |  |  |  |  |  |  |  |  |
|  | 11. Princesa Victoria Luisa de Prusia                           |  |  |  |  |  |  |  |  |  |  |  |  |  |  |  |
|  |                                                                 |  |  |  |  |  |  |  |  |  |  |  |  |  |  |  |
|  |                                                                 |  |  |  |  |  |  |  |  |  |  |  |  |  |  |  |
|  | 23. Princesa Augusta Victoria de Schleswig-Holstein             |  |  |  |  |  |  |  |  |  |  |  |  |  |  |  |
|  |                                                                 |  |  |  |  |  |  |  |  |  |  |  |  |  |  |  |
|  |                                                                 |  |  |  |  |  |  |  |  |  |  |  |  |  |  |  |
|  | 1. Nikolaos, Príncipe de Grecia y Dinamarca                     |  |  |  |  |  |  |  |  |  |  |  |  |  |  |  |
|  |                                                                 |  |  |  |  |  |  |  |  |  |  |  |  |  |  |  |
|  |                                                                 |  |  |  |  |  |  |  |  |  |  |  |  |  |  |  |
|  | 24. Rey Federico VII de Dinamarca                               |  |  |  |  |  |  |  |  |  |  |  |  |  |  |  |
|  |                                                                 |  |  |  |  |  |  |  |  |  |  |  |  |  |  |  |
|  |                                                                 |  |  |  |  |  |  |  |  |  |  |  |  |  |  |  |
|  | 12. Rey Christian X de Dinamarca                                |  |  |  |  |  |  |  |  |  |  |  |  |  |  |  |
|  |                                                                 |  |  |  |  |  |  |  |  |  |  |  |  |  |  |  |
|  |                                                                 |  |  |  |  |  |  |  |  |  |  |  |  |  |  |  |
|  | 25. Princesa Luisa de Hesse-Kassel                              |  |  |  |  |  |  |  |  |  |  |  |  |  |  |  |
|  |                                                                 |  |  |  |  |  |  |  |  |  |  |  |  |  |  |  |
|  |                                                                 |  |  |  |  |  |  |  |  |  |  |  |  |  |  |  |
|  | 6. Federico IX, Rey de Dinamarca                                |  |  |  |  |  |  |  |  |  |  |  |  |  |  |  |
|  |                                                                 |  |  |  |  |  |  |  |  |  |  |  |  |  |  |  |
|  |                                                                 |  |  |  |  |  |  |  |  |  |  |  |  |  |  |  |
|  | 26. Federico Francisco III, Gran Duque de Mecklemburgo-Schwerin |  |  |  |  |  |  |  |  |  |  |  |  |  |  |  |
|  |                                                                 |  |  |  |  |  |  |  |  |  |  |  |  |  |  |  |
|  |                                                                 |  |  |  |  |  |  |  |  |  |  |  |  |  |  |  |
|  | 13. Duquesa Alejandrina de Mecklemburgo-Schwerin                |  |  |  |  |  |  |  |  |  |  |  |  |  |  |  |
|  |                                                                 |  |  |  |  |  |  |  |  |  |  |  |  |  |  |  |
|  |                                                                 |  |  |  |  |  |  |  |  |  |  |  |  |  |  |  |
|  | 27. Gran Duquesa Anastasia Mijáilovna de Rusia                  |  |  |  |  |  |  |  |  |  |  |  |  |  |  |  |
|  |                                                                 |  |  |  |  |  |  |  |  |  |  |  |  |  |  |  |
|  |                                                                 |  |  |  |  |  |  |  |  |  |  |  |  |  |  |  |
|  | 3. Princesa Ana María de Dinamarca                              |  |  |  |  |  |  |  |  |  |  |  |  |  |  |  |
|  |                                                                 |  |  |  |  |  |  |  |  |  |  |  |  |  |  |  |
|  |                                                                 |  |  |  |  |  |  |  |  |  |  |  |  |  |  |  |
|  | 28. Rey Gustavo V de Suecia                                     |  |  |  |  |  |  |  |  |  |  |  |  |  |  |  |
|  |                                                                 |  |  |  |  |  |  |  |  |  |  |  |  |  |  |  |
|  |                                                                 |  |  |  |  |  |  |  |  |  |  |  |  |  |  |  |
|  | 14. Rey Gustavo VI Adolfo de Suecia                             |  |  |  |  |  |  |  |  |  |  |  |  |  |  |  |
|  |                                                                 |  |  |  |  |  |  |  |  |  |  |  |  |  |  |  |
|  |                                                                 |  |  |  |  |  |  |  |  |  |  |  |  |  |  |  |
|  | 29. Princesa Victoria de Baden                                  |  |  |  |  |  |  |  |  |  |  |  |  |  |  |  |
|  |                                                                 |  |  |  |  |  |  |  |  |  |  |  |  |  |  |  |
|  |                                                                 |  |  |  |  |  |  |  |  |  |  |  |  |  |  |  |
|  | 7. Princesa Ingrid de Suecia                                    |  |  |  |  |  |  |  |  |  |  |  |  |  |  |  |
|  |                                                                 |  |  |  |  |  |  |  |  |  |  |  |  |  |  |  |
|  |                                                                 |  |  |  |  |  |  |  |  |  |  |  |  |  |  |  |
|  | 30. Príncipe Arturo de Sajonia-Coburgo-Gotha                    |  |  |  |  |  |  |  |  |  |  |  |  |  |  |  |
|  |                                                                 |  |  |  |  |  |  |  |  |  |  |  |  |  |  |  |
|  |                                                                 |  |  |  |  |  |  |  |  |  |  |  |  |  |  |  |
|  | 15. Princesa Margarita de Connaught                             |  |  |  |  |  |  |  |  |  |  |  |  |  |  |  |
|  |                                                                 |  |  |  |  |  |  |  |  |  |  |  |  |  |  |  |
|  |                                                                 |  |  |  |  |  |  |  |  |  |  |  |  |  |  |  |
|  | 31. Princesa Luisa Margarita de Prusia                          |  |  |  |  |  |  |  |  |  |  |  |  |  |  |  |
|  |                                                                 |  |  |  |  |  |  |  |  |  |  |  |  |  |  |  |
|  |                                                                 |  |  |  |  |  |  |  |  |  |  |  |  |  |  |  |